# Rone distrikt
Rone distrikt är ett distrikt i Gotlands kommun och Gotlands län. 
Distriktet ligger på sydöstra delen av Gotland.

## Tidigare administrativ tillhörighet
Distriktet inrättades 2016 och utgörs av socknen Rone.
Området motsvarar den omfattning Rone församling hade vid årsskiftet 1999/2000.